# Tunis 2
Tunis 2 (arabe : تونس 2) est une chaîne de télévision publique et généraliste tunisienne ayant émis entre 1990 et 1994.

## Histoire
Un an après la création de l'Union du Maghreb arabe en 1989 et quelques mois après la disparition de la RTT 2 dont les moyens techniques n'étaient plus utilisés, il est décidé de lancer la Chaîne du Maghreb arabe pour marquer l'orientation pro-maghrébine du gouvernement tunisien. 
Le second canal UHF étant désormais utilisé pour la diffusion d'Antenne 2, le choix se porte sur le canal VHF servant depuis août 1960 à la diffusion des émissions de la Rai Uno en Tunisie. Ainsi, les émissions italiennes doivent s'interrompre sur ce canal VHF pour près de trois heures par jour. Elles ne sont pas coupées sur les canaux UHF couvrant tout le territoire tunisien.
Lancée officiellement le 20 mars 1990 à 20 h 45, la chaîne diffuse ses programmes quotidiennement entre 20 h 45 et 23 h 30 à partir du studio 12 de la RTT. Cependant, mis à part son journal télévisé, la chaîne n'est pas dotée d'un budget propre, ni de moyens de production. À cela vient s'ajouter une programmation peu attrayante. Les responsables de la chaîne se contentent de sélectionner des programmes peu populaires provenant des chaînes publiques maghrébines. 
Vers 1993, devant la stagnation du processus maghrébin et la faible audience que la chaîne suscite (notamment parce que son territoire de diffusion est restreint à Tunis), la chaîne est rebaptisée Tunis 2 et une orientation plus « tunisienne » est adoptée. Cependant, les émissions restent essentiellement basées sur des rediffusions.
La chaîne disparaît le 6 novembre 1994, lors de la création de Canal 21 ; le studio 12 utilisé par Tunis 2 doit servir à la production des émissions de la nouvelle chaîne. Le canal VHF de Tunis 2 et de la Rai Uno est définitivement abandonné à cette date.

## Journal télévisé
Le journal télévisé est diffusé quotidiennement à 21 h 30 en hiver et 22 h 30 en été et dure vingt minutes. Ce journal a initialement une ligne éditoriale différente de celle de la RTT 1. L'activité du président de la République ne fait pas la une et la rédaction se fait remarquer pendant la guerre du Golfe, lorsque les journaux de la chaîne sont aussi diffusés sur la RTT1.
Parmi les présentateurs du journal figurent Maher Abderrahmane (rédacteur en chef) et Kalthoum Saafi. Lorsque ces deux journalistes quittent la chaîne pour d'autres chaînes de télévision arabes, et avec l'abandon de l'orientation maghrébine, le journal télévisé adopte une ligne éditoriale plus classique.

## Émissions
Hormis son journal télévisé, la chaîne produit peu d'émissions. 